# ガス・ヴァン・サント
ガス・ヴァン・サント（Gus Van Sant, 1952年7月24日 - ）は、アメリカ合衆国の映画監督であり、写真家、音楽家、作家。ケンタッキー州ルイビル出身。現在はオレゴン州シーサイドに住む。

## プロフィール
ケンタッキー州ルイビルで生まれるが、父親が各地を回るセールスマンのため幼少期は引っ越しを繰り返しており、高校時代をオレゴン州ポートランドで過ごす。このことが後の作品に影響を与える。
ロードアイランド・スクール・オブ・デザインで学んだ後にヨーロッパを旅し、その後はロサンゼルスにてコマーシャル製作の仕事に就き、一時期ロジャー・コーマンの元で助手として働いていたこともある。
1985年に『マラノーチェ』で映画監督デビューを果たすと、1989年には『ドラッグストア・カウボーイ』をマット・ディロン主演で発表し、全米各地の映画批評家協会賞やインディペンデント・スピリット賞といった映画賞を総嘗めする。1991年の『マイ・プライベート・アイダホ』では主演のリヴァー・フェニックスがヴェネツィア国際映画祭 男優賞を受賞。上記の3作は「ポートランド三部作」として知られており、自身にとっても原点的作品群となる。
1990年代中頃からはハリウッドでも活動するようになり、1997年に公開されたマット・デイモンとベン・アフレック主演・脚本の『グッド・ウィル・ハンティング/旅立ち』では初のアカデミー監督賞候補となり、作品はアカデミー脚本賞とロビン・ウィリアムズのアカデミー助演男優賞に輝いた。
2003年には、コロンバイン高校銃乱射事件をモチーフにした『エレファント』を発表し、カンヌ国際映画祭でパルム・ドールと監督賞をダブル受賞する。2007年には『パラノイドパーク』で再びカンヌ国際映画祭に参加し、特別賞を受賞した。
2008年にはゲイの政治家ハーヴェイ・ミルクの生涯を描いた『ミルク』が公開され、2度目のアカデミー監督賞候補となり、主演を務めたショーン・ペンはアカデミー主演男優賞を受賞し、作品は他にもアカデミー脚本賞に輝いた。

## 作風
自身でもゲイだと公言しており、作品のテーマとしても度々取り上げている。また、自身が青春時代を過ごしたオレゴン州のポートランドを舞台にすることが多く、「ポートランド三部作」のみならず、『エレファント』や『パラノイドパーク』も同地を舞台としており、この地にて自身が経験したであろう青春時代特有の痛みを描いている。

## その他
映画制作以外にも幅広く活躍しており、1995年には写真集を、1997年には小説を出版し、ミュージシャンとしてソロ・アルバムもリリースしている。
レッド・ホット・チリ・ペッパーズやトレイシー・チャップマン、エルトン・ジョン、デヴィッド・ボウイなどのミュージック・ビデオも何本か製作している。

## フィルモグラフィ

### 製作作品
| 年   | 題名                                                     | 役割             | 備考                                          |
| ---- | -------------------------------------------------------- | ---------------- | --------------------------------------------- |
| 1985 | マラノーチェ Malanoche                                   | 監督・脚本・製作 |                                               |
| 1989 | ドラッグストア・カウボーイ Drugstore Cowboy              | 監督・脚本       |                                               |
| 1991 | マイ・プライベート・アイダホ My Own Private Idaho        | 監督・脚本       |                                               |
| 1993 | カウガール・ブルース Even Cowgirls Get the Blues         | 監督・脚本       |                                               |
| 1995 | KIDS/キッズ Kids                                         | 製作総指揮       |                                               |
| 1996 | 誘う女 To Die For                                        | 監督             |                                               |
| 1997 | グッド・ウィル・ハンティング/旅立ち Good Will Hunting    | 監督             |                                               |
| 1998 | サイコ Psycho                                            | 監督             |                                               |
| 1999 | スピードウェイ・ジャンキー Speedway Junky                | 製作総指揮       |                                               |
| 2000 | 小説家を見つけたら Finding Forrester                     | 監督             |                                               |
| 2002 | GERRY ジェリー Gerry                                     | 監督             |                                               |
| 2003 | エレファント Elephant                                    | 監督・脚本       |                                               |
| 2004 | ターネーション Tarnation                                 | 製作総指揮       |                                               |
| 2005 | ラストデイズ Last Days                                   | 監督・脚本       |                                               |
| 2006 | パリ、ジュテーム Paris, je t'aime                        | 監督・脚本       | オムニバス映画 「マレ地区」La Marais          |
| 2007 | それぞれのシネマ To Each His Own Cinema                  | 監督             | オムニバス映画 「ファースト・キス」First Kiss |
| 2007 | パラノイドパーク Paranoid Park                           | 監督・脚本       |                                               |
| 2008 | ミルク Milk                                              | 監督             |                                               |
| 2011 | 永遠の僕たち Restless                                    | 監督             |                                               |
| 2013 | わたしはロランス Laurence Anyways                        | 製作総指揮       |                                               |
| 2014 | プロミスト・ランド Promised Land                         | 監督             |                                               |
| 2016 | 追憶の森 The Sea of Trees                                | 監督             |                                               |
| 2018 | ドント・ウォーリー Don't Worry, He Won't Get Far on Foot | 監督・脚本・原案 |                                               |
| TBA  | Dead Man's Wire                                          | 監督             | ポストプロダクション                          |

### 出演作品
| 年   | 題名                                                         | 役名           | 備考                 |
| ---- | ------------------------------------------------------------ | -------------- | -------------------- |
| 2008 | ヒストリー・オブ・ゲイシネマ Schau mir in die Augen, Kleiner | 本人           | ドキュメンタリー映画 |
| 2013 | ザ・ハリウッド The Canyons                                   | キャンベル医師 |                      |

### ミュージック・ビデオ
- ウィリアム・S・バロウズ「Thanksgiving Prayer」（1990年）
- デヴィッド・ボウイ「Fame '90」（1990年）
- Tommy Conwell & The Young Rumblers「I'm Seventeen」（1991年）
- レッド・ホット・チリ・ペッパーズ「Under the Bridge」（1992年）
- トレイシー・チャップマン「Bang Bang Bang」（1992年）
- ディー・ライト「Runaway」（1992年）
- That Kid Art「Anal Torture」（1992年）
- エルトン・ジョン「The Last Song」（1992年）
- クリス・アイザック「San Francisco Days」（1993年）
- k.d.ラング「Just Keep Me Moving」（1993年）
- ストーン・テンプル・パイロッツ「Creep (alternate version)」（1993年）
- キャンドルボックス「Understanding」（1995年）
- アレン・ギンズバーグ、ポール・マッカートニー、フィリップ・グラス、レニー・ケイ et al.「The Ballad of the Skeletons」（1996年）
- ハンソン「Weird」（1998年）
- ジョン・メイヤー・トリオ「Who Did You Think I Was? (turntable version)」（2005年）
- レッド・ホット・チリ・ペッパーズ「Desecration Smile」（2007年）

## 受賞
- 1998年 - 『グッド・ウィル・ハンティング/旅立ち』でアカデミー監督賞にノミネート。
- 2003年 - 『エレファント』でカンヌ国際映画祭のパルム・ドールと監督賞を同時受賞。
- 2007年 - 『パラノイド・パーク』でカンヌ国際映画祭の60周年記念特別賞を受賞。
- 2009年 - 『ミルク』でアカデミー監督賞にノミネート。